# Hombrechtikon
Hombrechtikon (im lokalen Dialekt Humbrächtike [humˈbɾæχtikχə]) ist eine politische Gemeinde in der Schweiz. Sie liegt im Bezirk Meilen im Kanton Zürich und grenzt an das rechte Ufer des Zürichsees. Die Nachbargemeinden sind Grüningen, Bubikon, Rapperswil-Jona, Stäfa und Oetwil am See. Im Norden liegt der Übergang vom Zürichsee zum Glatttal im Zürcher Oberland. Zu Hombrechtikon gehören die am Zürichsee gelegene Ortschaft Feldbach ZH sowie die Weiler Uetzikon, Dändlikon, Herrgass, Lutikon, Lützelsee und Schirmensee.

## Geografie
Die Fläche der Gemeinde beträgt 1219 ha, davon entfallen 61 % auf Landwirtschaft, 15 % auf Wald und 14 % auf Siedlungen. Der Ort Feldbach liegt am See, wo auch der Bahnhof der SBB steht. Das eigentliche Dorf thront über dem See auf dem Rücken des Pfannenstiels. Auf einer Hochebene in einer Mulde des Pfannenstiels liegt auf dem Gemeindegebiet oberhalb des Dorfes die geschützte Moorlandschaft mit dem Ütziker Ried und dem Lützelsee.

## Geschichte

Historisches Luftbild vom 23. Juli 1931, aufgenommen aus 300 Metern Höhe von Walter Mittelholzer

Ein Steinbeilfund in der Fromatt aus der Jungsteinzeit (ca. 4500 v. Chr.) lässt darauf schliessen, dass die Gegend der heutigen Gemeinde bereits damals von Menschen durchstreift wurde. Die ältesten Siedlungsspuren hinterliessen die Pfahlbauer um 3800 v. Chr. bei Feldbach am Zürichsee.
Urkundlich wurde der Name hunbrestinchon erstmals 1194 erwähnt. Der Name geht zurück auf einen alemannischen Sippengründer namens Humbracht. Der Name Hombrechtikon bedeutet also zusammen mit der Endsilbe -ikon: Der Hof des Humbracht.
Die einzelnen Weiler und Aussenwachten wechselten immer wieder die Besitzer. Angefangen mit dem Kloster St. Gallen, dem Kloster Einsiedeln, der Inselpfarrei Ufenau, den Habsburgern und schliesslich 1408 der Stadt Zürich. Ab 1831 gehörte Hombrechtikon zum Oberamt Meilen, dem heutigen Bezirk Meilen.
Die Landi Hombrechtikon, Genossenschaft, 1888 als "Landi" Landwirtschaftlicher Verein Hombrechtikon gegründet, fusionierte 2022/2023 mit der Landi Stäfa-Männedorf AG zur Landi Zürichsee AG mit Sitz in Stäfa. Im Frühjahr 2025 wurde der Verkaufsladen in Hombrechtikon endgültig geschlossen.

## Politik

### Nationalratswahlen
Bei den Nationalratswahlen 2023 betrugen die Wähleranteile in Hombrechtikon:
SVP 37,57 % (+2,39), SP 14,14 % (+2,72), glp 12,16 % (−0,86), FDP 10,17 % (−1,82), Mitte 7,62 % (+2,11), Grüne 7,11 % (−5,90), EVP 3,75 % (−0,89), EDU 3,32 % (−0,20).

### Wappen
Blasonierung: «In Rot eine gebundene goldene sechzehnährige Garbe.»
Das heutige Wappen soll vermutlich daran erinnern, dass Hombrechtikon vor der Reformationszeit an die katholische Kirche Abgaben leisten musste. Die älteste bekannte Darstellung des Wappens ist am Kirchturm der Kirche von Hombrechtikon zu sehen und stammt aus dem Jahr 1676.

## Bevölkerung
| Bevölkerungsentwicklung | Bevölkerungsentwicklung |
| Jahr                    | Einwohner               |
| ----------------------- | ----------------------- |
| 1634                    | 617                     |
| 1772                    | 1501                    |
| 1850                    | 2649                    |
| 1900                    | 2292                    |
| 1950                    | 3079                    |
| 1970                    | 4589                    |
| 1990                    | 6865                    |
| 2000                    | 7246                    |
| 2010                    | 7957                    |
| 2015                    | 8463                    |
| 2017                    | 8801                    |
| 2021                    | 9006                    |
| 2024                    | 9386                    |

Der Ausländeranteil beträgt 23,5 %.
- Religion: 32,5 % reformiert, 26,6 % römisch-katholisch.

## Sehenswürdigkeiten

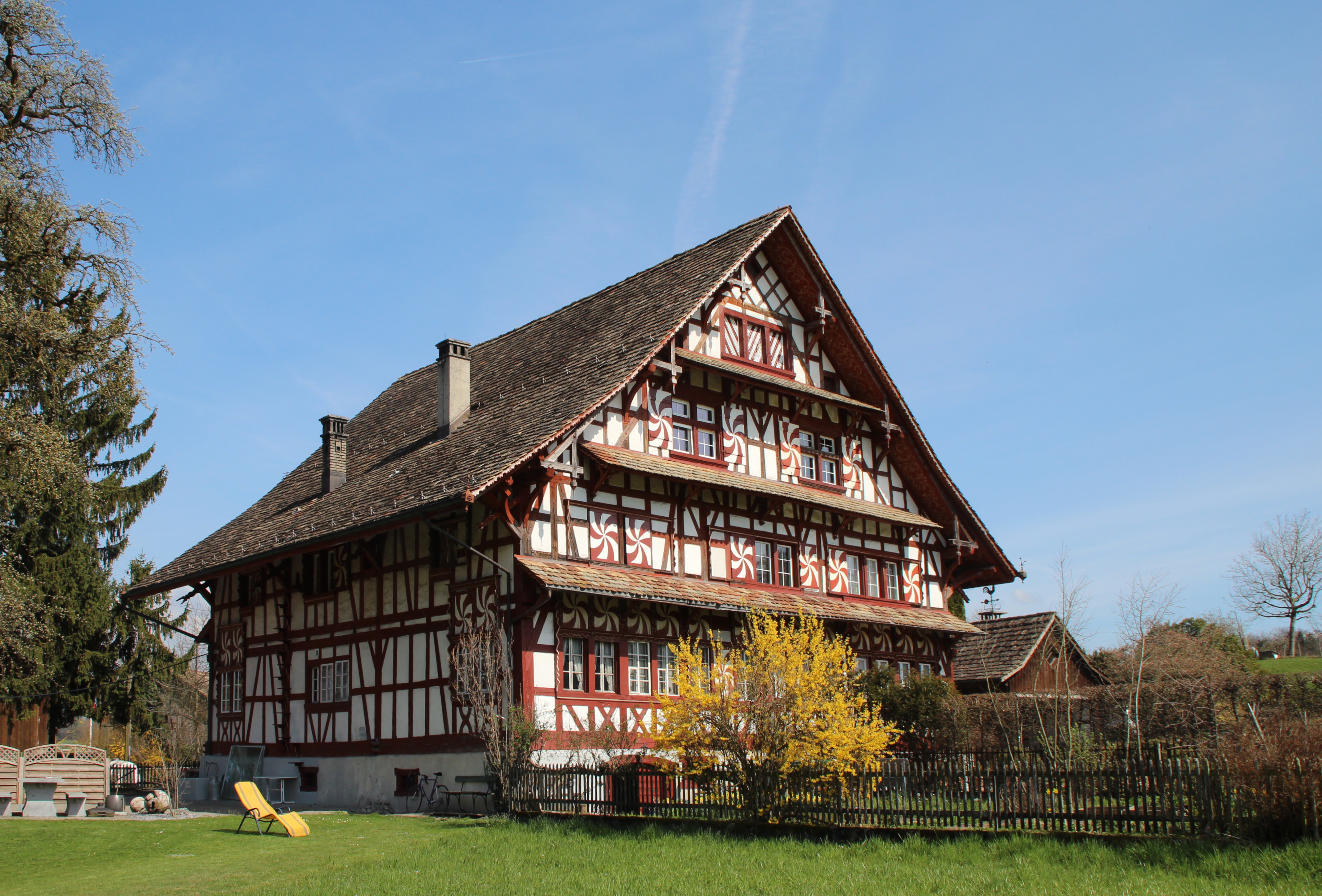
Eglihaus von 1666 im Weiler Lutikon

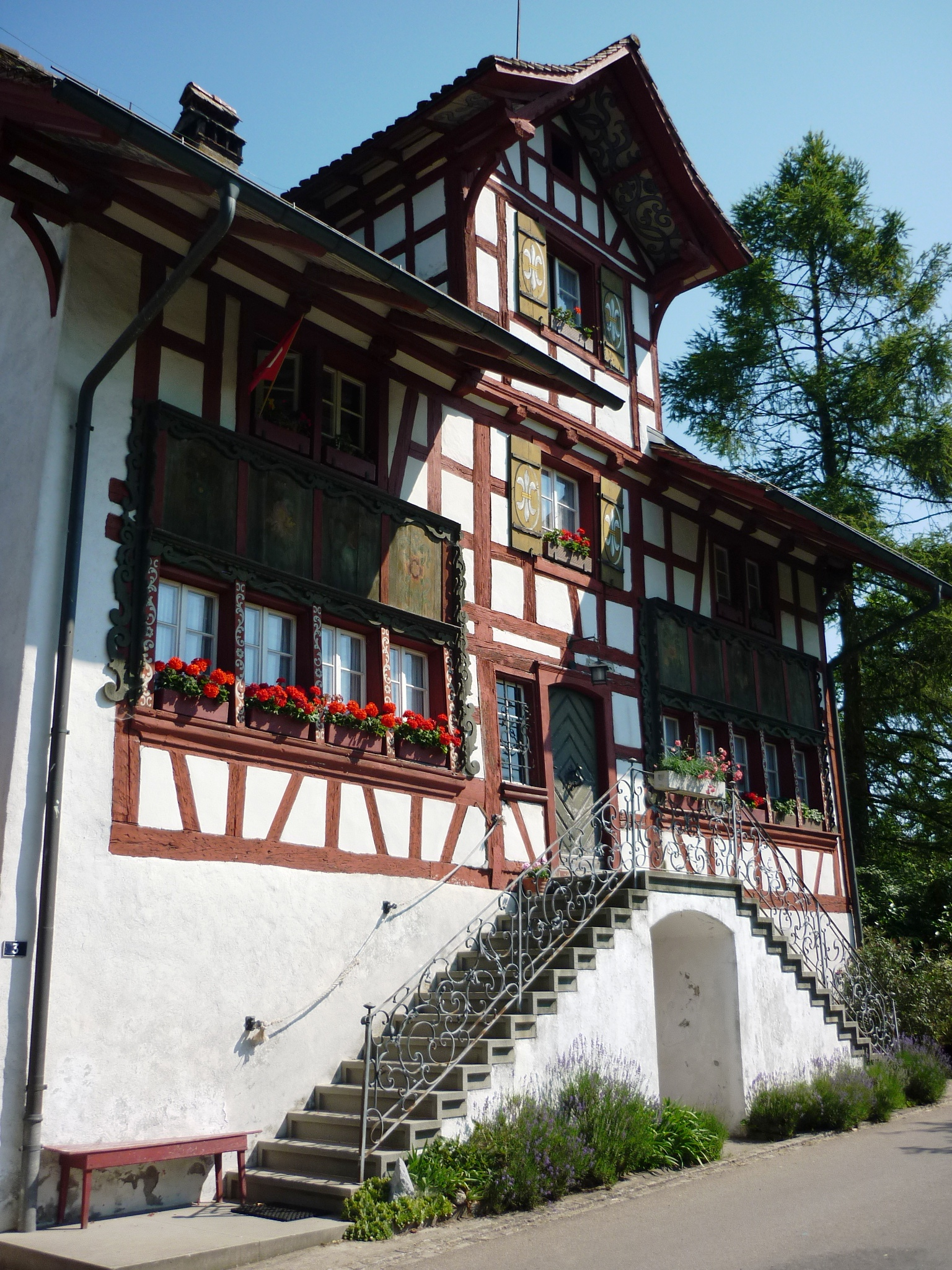
Menzihaus von 1733 im Weiler Lützelsee

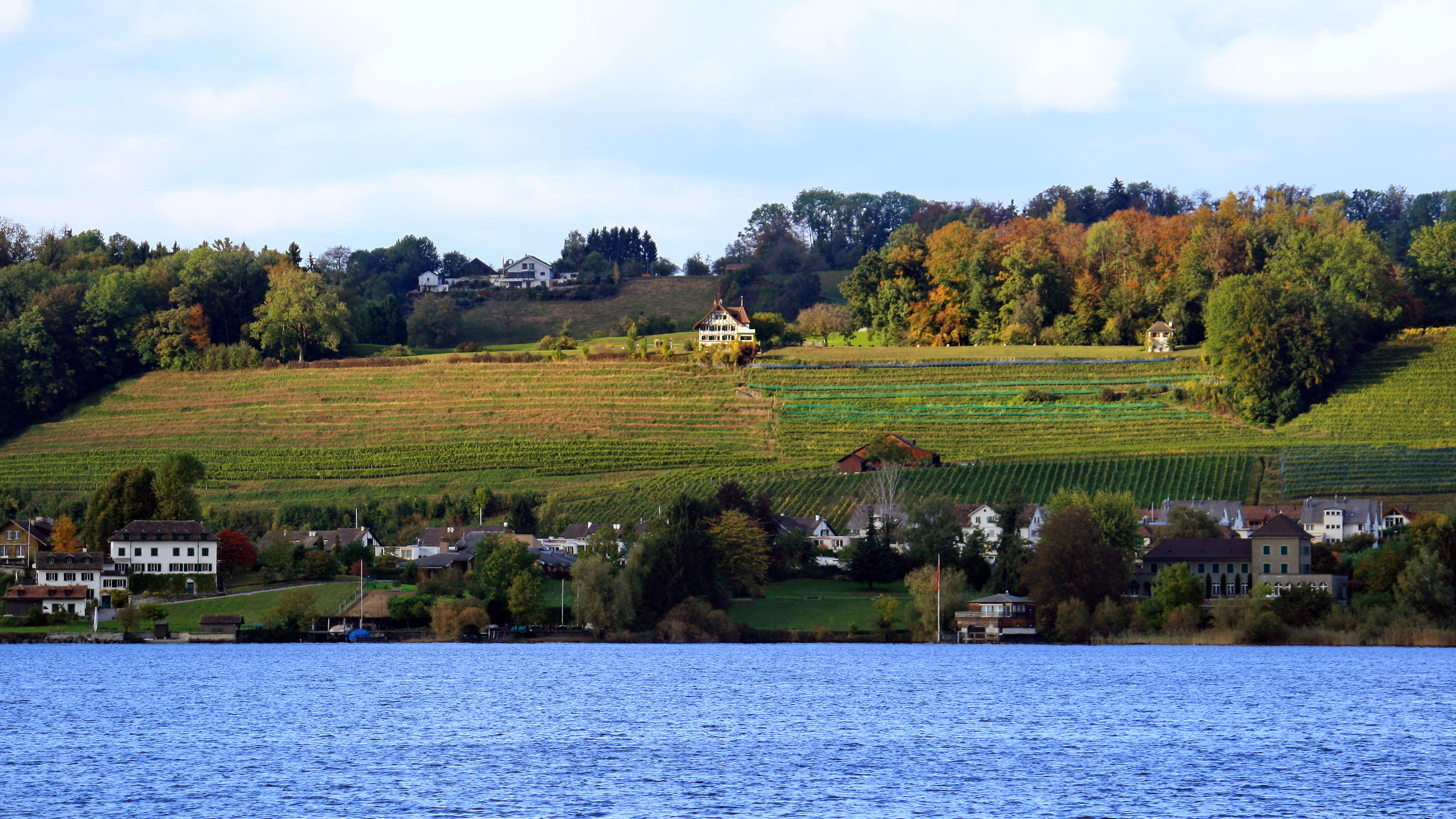
Feldbach am Zürichsee

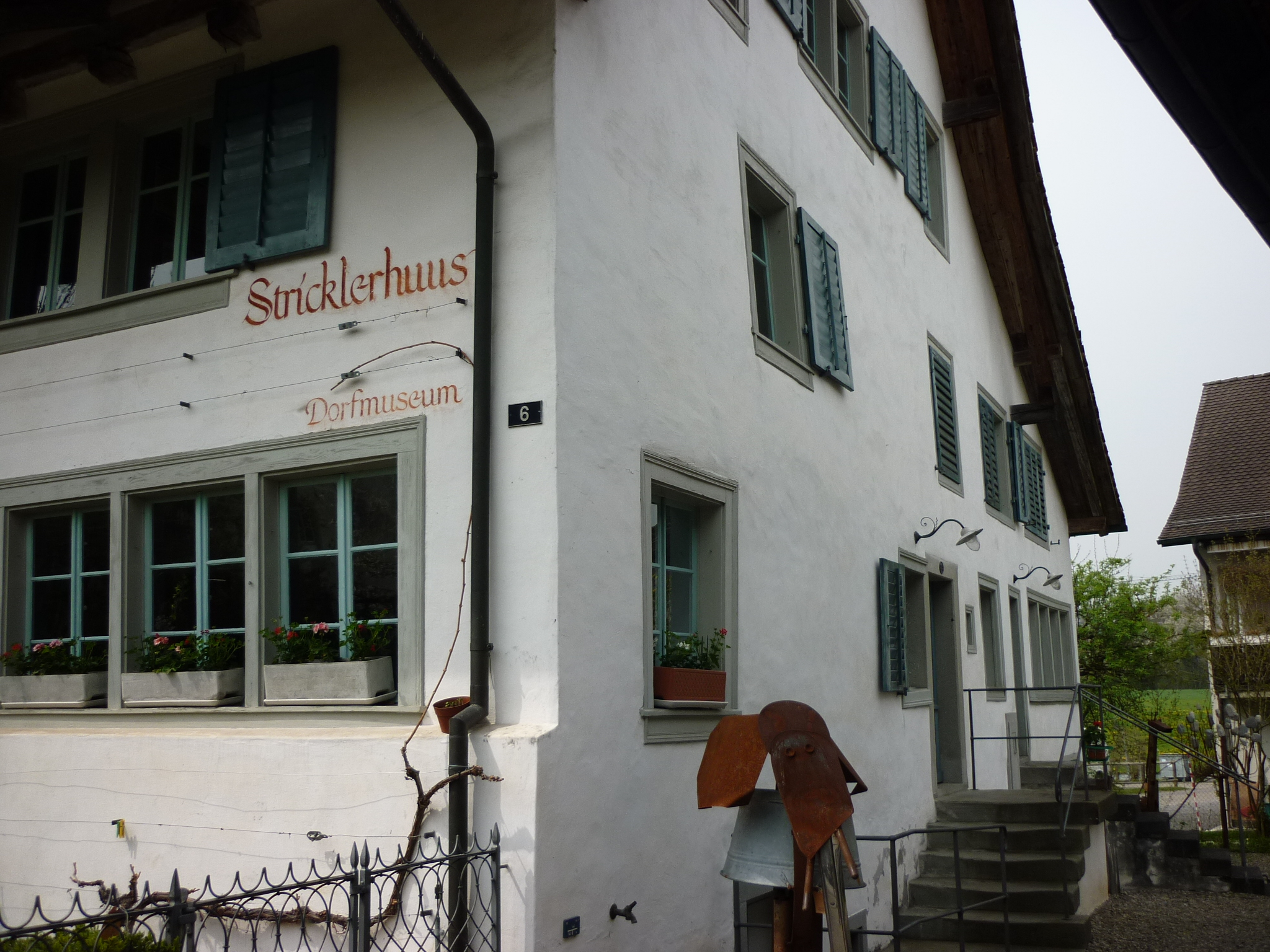
Dorfmuseum Stricklerhuus von 1690

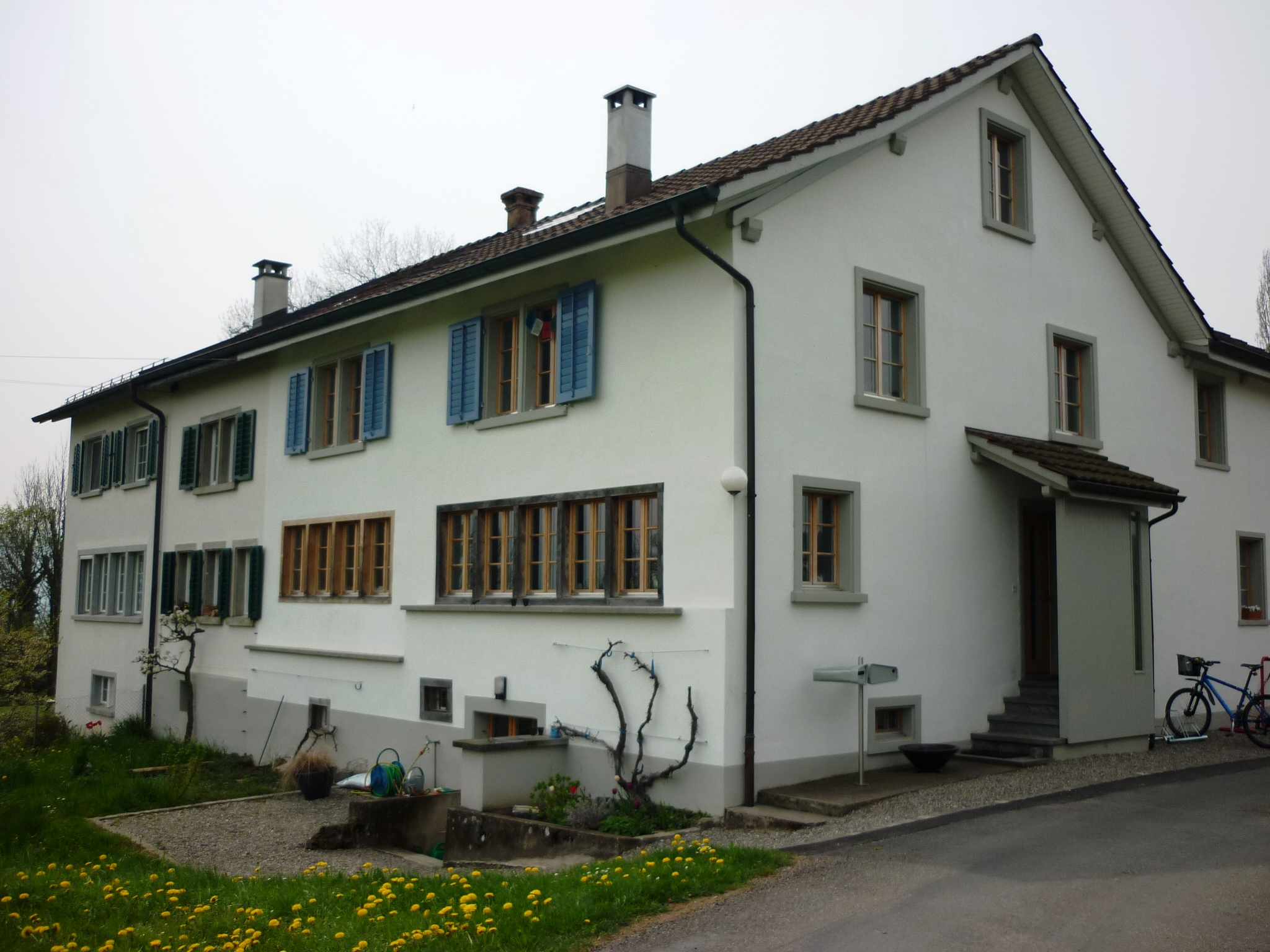
Längsflarzhaus Grütrain mit flachem Tätschdach

- Reformierte Kirche, in der heutigen Form eine 1758–59 von Jakob Grubenmann neu erbaute Rokokokirche. Der Turm stammt von einer spätgotischen Vorgängerkirche.
- Katholische Kirche St. Niklaus, 1968–1969 von Architekt Walter Moser erbaut, nimmt aussen die Formensprache von Le Corbusiers Kirche Notre-Dame-du-Haut auf und ist wie diese auf leicht erhöhtem Gelände erbaut.
- Land- und Bauernhäuser in verschiedenen Aussenweilern, insbesondere in Schirmensee (ehemaliges Gasthaus Rössli), in Feldbach (spätgotisch-barocke Häusergruppe der Fam. Bühler), Lützelsee (Haus Menzi, repräsentativer Riegelbau um 1680), Lutikon (Haus Egli, schön bemaltes Riegelhaus von 1665–1666) und Langenried (Haus Dändliker, 1683)
- Dorfmuseum Stricklerhuus

## Infrastruktur

### Verkehr
Die Gemeinde Hombrechtikon ist sowohl im Individual- als auch im öffentlichen Personennahverkehr bestens erreichbar.
 Öffentlich 

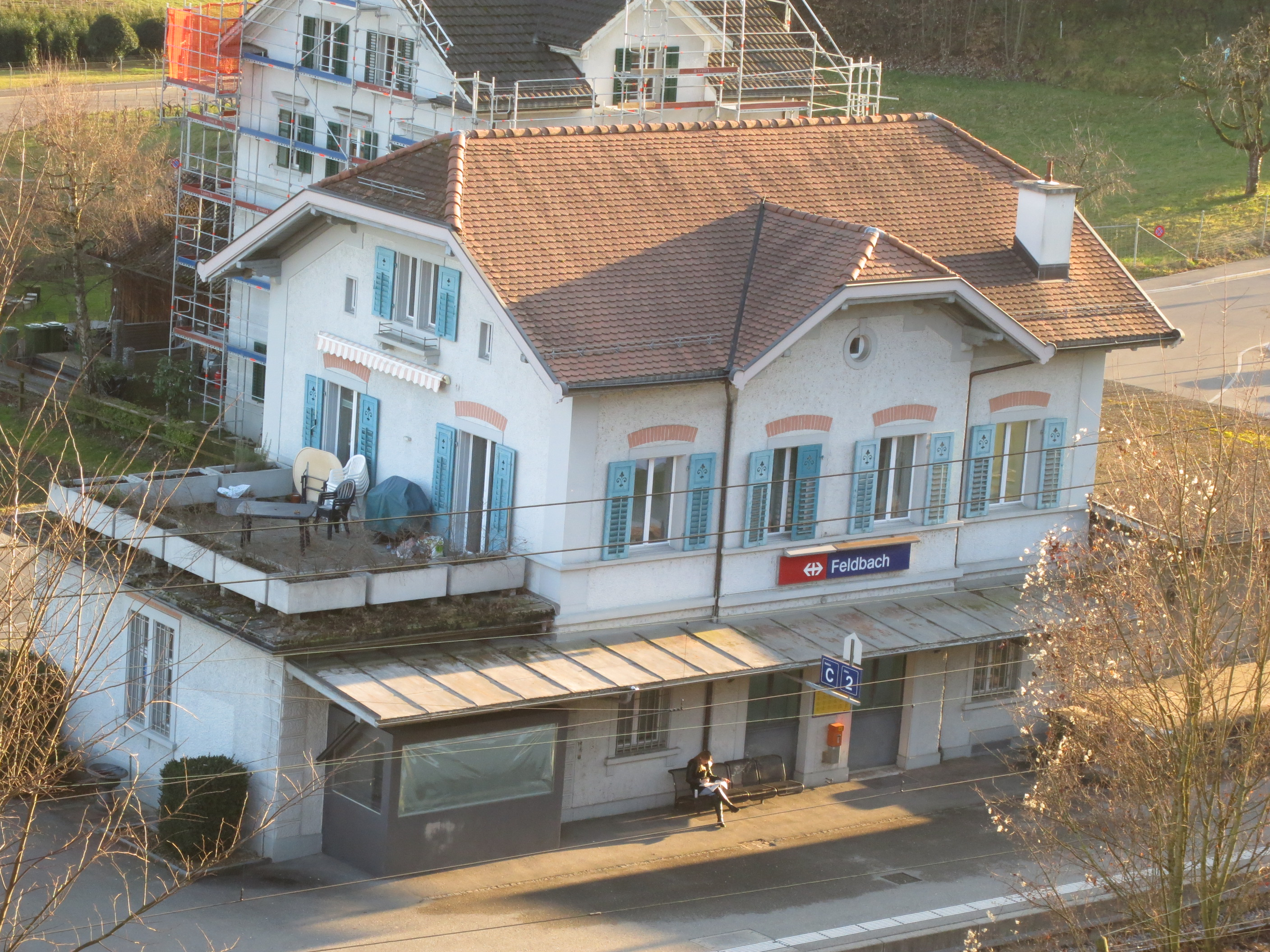
Bahnhof Feldbach (2014)

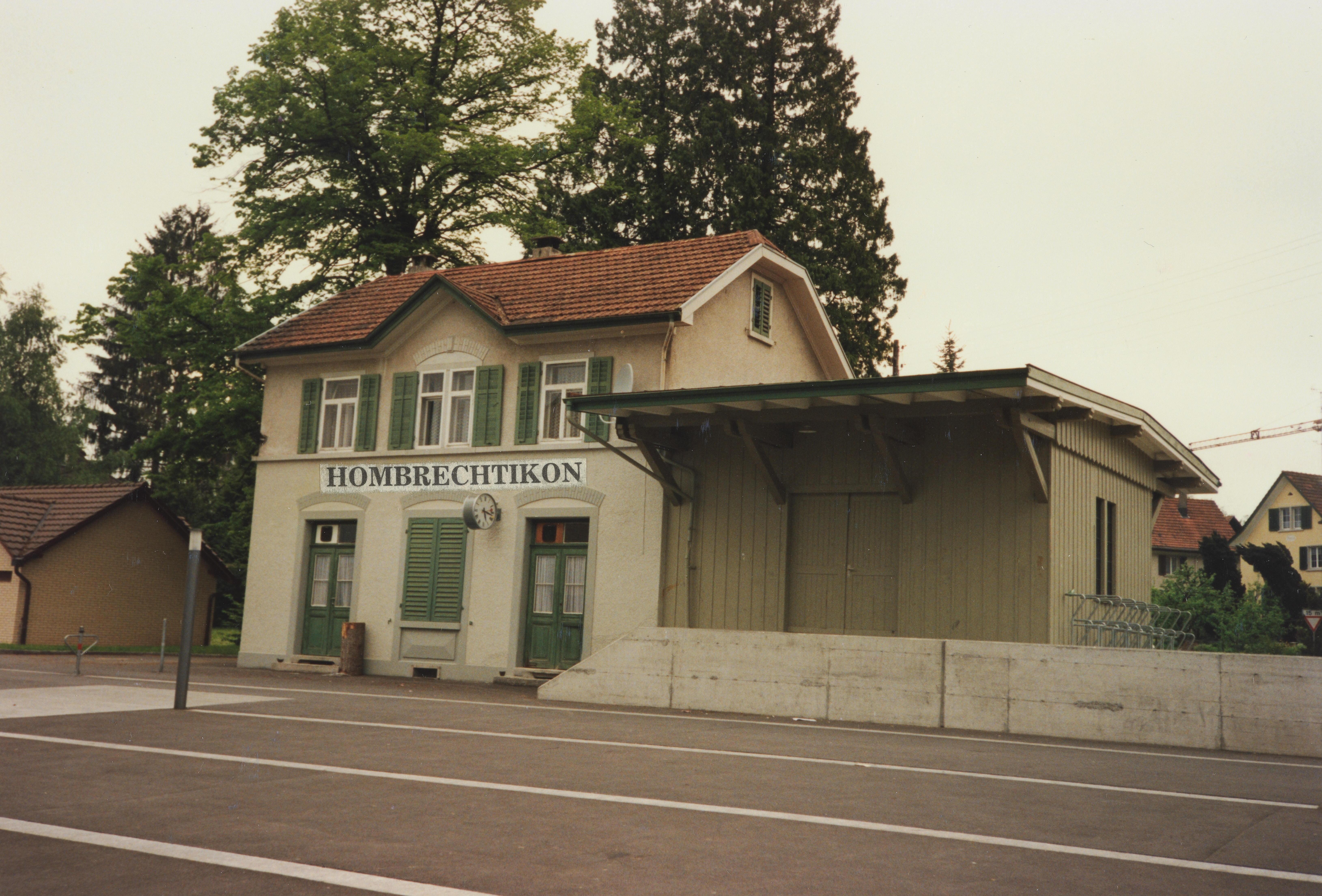
Ehemaliger Bahnhof Hombrechtikon (1995, geschlossen 1948)

Die Station Feldbach an der Rechtsufrigen Zürichseebahn wird halbstündlich von der S-Bahn Zürich angefahren:
- S 7 Winterthur – Kloten – Zürich HB – Stadelhofen – Meilen – Rapperswil

Es existieren folgende Buslinien, die durch die Verkehrsbetriebe Zürichsee und Oberland (VZO) bedient werden:
- 880 Bahnhof Rüti – Bad Kämmoos – Bubikon – Wolfhausen – Hombrechtikon – Stäfa Frohberg
- 955 Bahnhof Stäfa –  Laubisrüti – Hombrechtikon Post
- 970 Hombrechtikon Post – Eichtal – Bahnhof Feldbach

 Individualverkehr 
Im Treffpunkt Hombrechtikon der Hauptstrassen 336 Hombrechtikon-Rüti und 339 Feldbach ZH-Hombrechtikon-Oetwil am See-Uster-Illnau hat Hombrechtikon auch Nebenstrassen zu den Nachbarn Stäfa, Grüningen und Kempraten-Rapperswil SG. Nächstgelegene Anschlüsse an die Oberlandautobahn A15 sind die Nummern 11 Rüti und 12 Rapperswil.

### Abwasserreinigung
Das Hombrechtiker Abwasser wird auf dem Feldbacher Horn zusammen mit dem Abwasser von Teilgebieten der Stadt Rapperswil-Jona SG am Feldbach, vor seiner Mündung in den See in der ARA Hombrechtikon-Seewis gereinigt.

## Sport
Hombrechtikon hat mit den umliegenden Gemeinden zusammen ein umfassendes sportliches Angebot.

### Handball
Aufgrund des regionalen Booms besuchen viele junge Hombrechtiker den Handball-Schulsport oder gehen regelmässig in Trainings beim HC GS Stäfa, der in Sachen Nachwuchsabteilung national eine nennenswerte Rolle spielt. Die Erste Mannschaft ist in der Nationalliga (NL) vertreten.

### Turnen
Der grösste Sportverein in Hombrechtikon ist der Turnverein TV Hombrechtikon mit seinen Sektionen. Von den insgesamt 450 Aktiven turnen 200 in den Jugendgruppen.

### Kunstradfahren
Die Randsportart ist in Hombrechtikon sehr stark ausgeprägt. Neben vielen nationalen Erfolgen feiern die Sportler des ATB Hombrechtikon internationale Erfolge (dritter Rang WM 2005 und 2006).

## Persönlichkeiten
- Heinrich Bosshard von Rümikon (1748–1815), Bauer, Laienprediger und Geodät
- Johann Heinrich Staub (1781–1854), Textilindustrieller
- Gottlieb Bodmer (1804–1837), Porträtmaler und Lithograf
- Dorothea Trudel (1813–1862), pietistische Heilerin
- Felix Heusser (1817–1875), Landarzt und Chirurg
- Johann Friedrich Dändliker (1821–1900), Pietist und Vorsteher des Diakonie-Hauses in Bern
- Jakob Brennwald (1825–1887), Unternehmer und Politiker
- Johann Heinrich Bühler-Honegger (1833–1929), Industrieller und Politiker
- Alice Wegmann-Dändliker (1850–1909), Schriftstellerin
- Hermann Huber (1888–1967), Kunstmaler und Grafiker
- Amalie Halter-Zollinger (1892–1985), Mundartdichterin
- Paul Speck (1896–1966), Keramiker, Bildhauer und Plastiker
- Constantin Polastri (1933–2009), Kunstmaler
- Romeo Borbach (* 1938), Jazzmusiker
- Arnim Halter (1948–2023), Schauspieler und Regisseur
- Hans Ledermann  (* 1957), Radrennfahrer
- Cecilia Bartoli (* 1966), Opernsängerin
- Thomas Frischknecht (* 1970), Mountainbike-Weltmeister und Olympia-Silbermedaillengewinner
- Morris Trachsler (* 1984), ehemaliger Eishockeyspieler